# Stoke Gifford
Stoke Gifford är en ort och civil parish i Storbritannien.   Den ligger i kommunen South Gloucestershire och riksdelen England, i den södra delen av landet, 170 km väster om huvudstaden London. Stoke Gifford ligger 65 meter över havet och antalet invånare är 13 560.
Terrängen runt Stoke Gifford är platt. Runt Stoke Gifford är det tätbefolkat, med 476 invånare per kvadratkilometer. Närmaste större samhälle är Bristol, 7,9 km sydväst om Stoke Gifford. Runt Stoke Gifford är det i huvudsak tätbebyggt.